# Мала хидроелектрана Призренка
Мала хидроелектрана „Призренка“ или МХЕ „Призренка“, је прва хидроелектрана подигнута на тлу Косова и Метохије, у тадашњој Краљевини Југославији. Од друге половине 20.века више није у функцији.

## Заштита
МХЕ „Призренка“ је проглашена за споменик културе у Србији Решењем Завода за урбанизам и заштиту споменика културе и природе општине Призрен, бр. 50 од 2. фебруара 1977. Основни закон о заштити споменика културе (Сл. лист СФРЈ бр. 12/65), са наведеним примедбама о правним одредбама престанка коришћења овог закона.

## Положај и инфраструктура
Налаз се у клисури Призренске Бистрице, 2,5 км од пута Призрен — Брезовица, и уклапа се у природни амбијент, овог дела Косова и Метохије.
Интегрални део хидеоелектране чине: канал за довод воде, мост машинаска сала са турбинама, генератором, инструментима и алатом.

## Историја
Изградња ове централе почела је 1926, а завршена је 1928. године, применом класичне техника градње са каменом и бетонским ојачањима. Служила је за напајање Призрена електричном енергијом.
Развојем дистрибутивне мреже на простору територији Косова и Метохије, ова централа од шездесетих година 20. века више није у функцији.